# Rosina Viva
Rosina Viva, auch Rosina Vautier (* 20. August 1899 in Anacapri; † 1983 ebenda), war eine italienische Malerin der Naiven Kunst.

## Leben
Die junge Capresin Rosina Viva begann als Maler-Modell auf Anraten des Malers Otto Sohn-Rethel mit beschenkten Pinseln und Farben zu malen. Mit Raffaele Castello war sie unter den vermutlich einzigen Italienern, welche zu Sitzungen die oberen Räume der künstlerischen Villa Lina von Sohn-Rethel besucht hatten. Zu Beginn des 20. Jahrhunderts war die Villa Lina ein Zentrum für die Ausländergemeinde und Intellektuelle auf Capri, ein Treffpunkt und Kontakthof der Düsseldorfer Kulturkreise, so wie auch der deutschen Avantgarde-Kunst. Auf der ersten Etage der Villa gab es eine Galerie für Ausstellungen von Künstlern auf der Durchreise. Unter den Gästen war der Schweizer Benjamin Hermann Vautier (* 20. August 1898 in Tokio), ein Sohn des Kaufmanns Paul Louis Vautier und Enkel des Malers Benjamin Vautier, der sich in die junge Malerin verliebte, sich mit ihr 1925 verheiratete und in Anacapri bleiben wollte. Es scheint, dass Rosina, nun Vautier, in den Jahren des Ehelebens auf der Insel die Pinsel auf die Seite gelegt hatte.
Mit Ausbruchs des Zweiten Weltkriegs ging sie mit ihrem Mann in die Schweiz, hielt sich von 1943 bis 1945 in Zürich auf, später in Montreux. Getrieben von Heimweh, fing Rosina Vautier wieder an zu malen.
„Wenn die auf der italienischen Insel Capri geborene Frau eines unfreiwillig aus Italien nach Zürich heimgekehrten Auslandschweizers da in ihrer zweiten Heimat plötzlich, nachdem sie seit ihrer Mädchenzeit keinen Pinsel mehr angerührt – was sie auch früher ohne berufliche Absicht getan hatte – kleine, aber in ihrer Art große Meisterwerke zu malen beginnt, worin sie ihrem unnennbaren Heimweh nach Italien, Neapel und Capri die beiligsten Weiheräume wölbt, bat man es da einfach mit einem etwas vesuvischen Ausbruch ihrer unbezähmbaren Sehnsucht zu tun, mit einer Art, in der kristallenen Gestalt von Kunstwerken erkaltenden Lava-Einbruchs ihres Unterbewußtseins in ihr Bewußtsein, oder muß man da nach einem Wunder rufen?“ (Max Eichenberger: Kulturelle Monatsschrift, Heft 3, 1945)
1952 erschien Sei Tavole ai Colori, eine farbige Reproduktion ihrer Gemälde von 1949 bis 1951. Ende 1953 richtete die Galeristin Hella Nebelung eine Ausstellung in Düsseldorf aus. 1955 hatte Rosina Viva mit ihren Bildern eine Einzelausstellung im Kunsthaus Zürich und in 1958 in der Galerie Läubli.
Die Gemeinde Anacapri vergab 1985 dem Kunsthistoriker Ernst Gombrich den nach ihr benannten „Rosina Viva Preis“ für die italienische Übersetzung The Sense of Order – A Study in the Psychology of Decorative Art.

## Werke (Auswahl)
- Il pescatore (Fischer), 1949
- Caprile, 1949
- Vaso con Anthurium (Vase mit Anthurien), 1951[9]
- Living Room (Wohnzimmer)[10]
- Il girasole (Sonnenblume), 1951
- Signora allo specchio (Frau am Spiegel), 1951
- Fiori sul mare (Blumen am Meer), 1951
- Panorama di Capri, 1951
- La Luna su Sorrento (Mond über Sorrent)
- Rotes Haus am Golf